# Морган Скотт Пек
Морган Скотт Пек (1936—2005) — американський психіатр і автор бестселерів, який написав книгу «Неходжена стежка», опубліковану в 1978 році.

## Раннє життя
Пек народився 22 травня 1936 року в Нью-Йорку в сім'ї Забет (уроджена Савілл) і Девіда Ворнера Пека, адвоката та судді. Його батьки були квакерами. Пек виховувався як протестант (його бабуся по батьківській лінії була з єврейської родини, але батько Пека вважав себе WASP, а не євреєм).
Його батьки відправили його до престижної школи-інтернату Phillips Exeter Academy в Ексетері, Нью-Гемпшир, коли йому було 13 років У своїй книзі «The Road Less Traveled» він розповідає історію свого короткого перебування в Ексетері та визнає, що це був дуже нещасливий час. Нарешті, у віці 15 років, під час весняних канікул свого третього курсу, він прийшов додому і відмовився повернутися до школи, після чого його батьки звернулися за психіатричною допомогою, і йому (на його велику розвагу в подальшому житті) діагностували депресію та рекомендовано місячне перебування в психіатричній лікарні (якщо він не вирішив повернутися до школи). Потім він перейшов до Friends Seminary (приватна школа K–12) і закінчив її в 1954 році, після чого здобув ступінь бакалавра в Гарварді в 1958 році та ступінь доктора медичних наук в університеті Case Western Reserve в 1963 році.

## Кар'єра
Під час своєї кар'єри психіатра Пек обіймав адміністративні посади в уряді. Він також служив в армії США і дослужився до звання підполковника. Його армійські призначення включали перебування на посадах начальника відділу психології в Армійському медичному центрі на Окінаві, Японія, та помічника начальника відділу психіатрії та неврології в офісі генерального хірурга у Вашингтоні, округ Колумбія. Він був медичним директором клініки психічного здоров'я лікарні Нью-Мілфорд і приватним психіатром у Нью-Мілфорді, штат Коннектикут. Його перша і найвідоміша книга «The Road Less Traveled» розійшлася тиражем понад 10 мільйонів примірників.
Роботи Пека поєднували його досвід із його приватної психіатричної практики з чітко релігійною точкою зору. У своїй другій книзі «Люди брехні» він писав: «Після багатьох років невизначеного ототожнення з буддистським та ісламським містицизмом я зрештою взяв на себе тверде християнське зобов'язання, яке підтвердилося моїм неконфесійним хрещенням 9 березня 1980 року…» (Пек, 1983/1988, стор. 11). Одна з його точок зору полягала в тому, що злі люди нападають на інших, а не стикаються з власними невдачами.
У грудні 1984 року Пек став співзасновником Foundation for Community Encouragement (FCE), звільненої від податків, некомерційної, громадської освітньої фундації, місія якої полягає в тому, щоб «навчати принципам спільноти окремих людей і організації». FCE припинила повсякденну діяльність з 2002 по 2009 рік. Наприкінці 2009 року, майже через 25 років після заснування FCE, організація відновила роботу, а в 2010 році почала пропонувати заходи з розбудови спільноти та навчальні заходи.

## Особисте життя
Пек одружився з Лілі Хо в 1959 році, і у них було троє дітей. У 1994 році вони разом отримали Міжнародну премію миру Спільноти Христа.
У той час як твори Пека наголошували на чеснотах дисциплінованого життя та відтермінованого задоволення, його особисте життя було набагато бурхливішим. Наприклад, у своїй книзі «У пошуках каменів» Пек зізнався, що мав позашлюбні стосунки та був відчужений від двох своїх дітей. У 2004 році, лише за рік до смерті, Пек розлучився з Лілі та одружився з Кетлін Клайн Єйтс.

## Смерть
Пек помер у своєму будинку в Коннектикуті 25 вересня 2005 року. У нього була хвороба Паркінсона та рак підшлункової та рак печінки. Теологічна семінарія Фуллера зберігає архіви його публікацій, нагород і листування.

## Неходжена стежка
Найвідомішим твором Пека, який здобув йому репутацію, є «Неходжена стежка», опублікована в 1978 році. Коротше кажучи, це опис атрибутів, які формують реалізовану людину, в основному на основі його досвіду як психіатра та особистості.
Книга складається з чотирьох частин. У першій частині Пек розглядає поняття дисципліни, яку він вважає необхідною для емоційного, духовного та психологічного здоров'я, і яку він описує як «засіб духовної еволюції». Елементи дисципліни, які сприяють такому здоров'ю, включають здатність відкладати задоволення, прийняття відповідальності за себе та свої дії, відданість істині та «балансування». «Балансування» стосується проблеми узгодження багатьох, складних, можливо суперечливих факторів, які впливають на важливе рішення — від власного імені чи від імені іншого.
У другій частині Пек звертається до природи любові, яку він вважає рушійною силою духовного зростання. Він протиставляє власні погляди на природу кохання низці поширених помилкових уявлень про кохання, в тому числі:
- що любов ототожнюється з романтичним коханням (він вважає це дуже руйнівним міфом, коли воно покладається виключно на «закоханість»),
- що любов пов'язана із залежністю,
- що справжня любов пов'язана з почуттям «закоханості».

Пек стверджує, що «справжня» любов — це скоріше дія, яку людина свідомо здійснює, щоб розширити межі свого его, залучаючи інших або людство, і, отже, це духовне виховання, яке може бути спрямоване як на себе, так і на свого коханого.
У третій частині Пек розповідає про релігію та загальноприйняті погляди та помилкові уявлення щодо релігії. Він розповідає про досвід кількох історій хвороби пацієнтів, а також про еволюцію уявлень пацієнтів про Бога, релігію, атеїзм — особливо про їхню власну «релігійність» чи атеїзм — у ході їхньої терапії Пеком.
Четверта і остання частина стосується «благодаті», потужної сили, що походить поза людською свідомістю, яка живить духовне зростання людей. Щоб зосередитися на темі, він описує чудеса здоров'я, несвідомість і випадковість — явища, про які Пек каже:
- плекати людське життя та духовне зростання,
- неповністю зрозумілі науковим мисленням,
- є звичайною справою серед людства,
- виникають поза свідомою людською волею.

Він робить висновок, що «описані чудеса вказують на те, що нашому зростанню як людських істот сприяє інша сила, ніж наша свідома воля» (Пек, 1978/1992, с. 281).
Random House, де тоді маловідомий психіатр вперше спробував опублікувати свій оригінальний рукопис, відмовив йому, сказавши, що останній розділ був «занадто Христовим». Згодом Simon & Schuster опублікувала роботу за 7500 доларів і надрукувала скромний наклад у 5000 примірників у твердій палітурці. Книга здобула популярність лише після того, як Пек почав читати лекції та особисто шукав рецензій у ключових виданнях. Пізніше перевидана в м'якій обкладинці в 1980 році, «Стежка» вперше потрапила в списки бестселерів у 1984 році — через шість років після першої публікації.

## Люди брехні
Вперше опубліковано в 1983 році «Люди брехні: до психології зла» [наступні томи мають підзаголовок Надія на зцілення людського зла, одержимості та групового зла] (ISBN 0 7126 1857 0) є продовженням першої книги Пека. Пек описує історії кількох людей, які звернулися до нього, і яких він виявив особливо стійкими до будь-якої форми допомоги. Він почав думати про них як про зло і далі описує характеристики зла психологічними термінами, припускаючи, що це може стати психіатричним діагнозом. У цьому контексті Пек вказує на нарцисизм як тип зла.

## Теорії

### Любов
Його погляд на любов (у «Неходжена стежка») полягає в тому, що любов — це не почуття, це діяльність й інвестиція. Він визначає любов як «бажання розширювати себе з метою плекання власного чи іншого духовного зростання» (Пек, 1978/1992, с. 85). Пек розширює роботу Фоми Аквінського понад 700 років тому, що любов — це перш за все дії, спрямовані на плекання духовного зростання іншого.
Пек прагне розрізнити любов і катексис. Катексис — це те, що пояснює сексуальний потяг, інстинкт обнімати домашніх тварин і щипати немовлят за щічки. Однак катексис — це не любов. Все одно любов не може початися окремо; певна кількість катексису необхідна, щоб підійти достатньо близько, щоб мати можливість любити.
Після проходження стадії катексису починається робота любові. Це не відчуття. Вона складається з того, що ви робите для іншої людини. Як каже Пек у книзі The Road Less Traveled: «Любов така, як і любов». Йдеться про те, щоб дати собі та іншій людині те, що їм потрібно для зростання.

### Дисциплінованість
Неходжена стежка, починається зі слів «Життя складне».:13 Життя ніколи не було легким, воно, по суті, є серією проблем, які можна вирішити або проігнорувати. Пек писав про важливість дисципліни, описуючи чотири її аспекти:
- Відстрочення задоволення: жертвування поточним комфортом заради майбутніх прибутків.
- Прийняття відповідальності: прийняття відповідальності за власні рішення.
- Відданість правді: Чесність, як словом, так і ділом.
- Балансування: Обробка суперечливих вимог.

Пек стверджує, що це методи страждання, які дозволяють пропрацювати біль проблем і систематично вирішувати їх, що сприяє зростанню. Він стверджує, що більшість людей уникають болю, пов'язаного зі своїми проблемами, і припускає, що життя стає більш осмисленим саме через зіткнення з болем вирішення проблем.

### Невротичні і законні страждання
Пек вірить, що тільки через страждання та муки, використовуючи чотири аспекти дисципліни (відстрочка задоволення, прийняття відповідальності, відданість правді та балансування), ми можемо вирішити численні загадки та конфлікти, з якими ми стикаємося. Це те, що він називає легітимними стражданнями. Пек стверджує, що, намагаючись уникнути законних страждань, люди насправді зрештою страждають більше. Це додаткове непотрібне страждання Скотт Пек називає невротичним стражданням. Він посилається на Карла Юнга: «Невроз завжди замінює законне страждання». Пек каже, що нашою метою має бути усунення невротичних страждань і робота над нашим законним стражданням для досягнення наших індивідуальних цілей.

### Зло
Пек обговорює зло у своїй тритомній книзі «Люди брехні», а також у розділі «Неходжена стежка». Пек характеризує зло як злий тип самоправедності, у якому є активна, а не пасивна відмова терпіти недосконалість (гріх) і, як наслідок, почуття провини. Цей синдром призводить до проекції зла на окремих невинних жертв (часто дітей), що є парадоксальним механізмом, за допомогою якого люди брехні чинять своє зло. Пек стверджує, що з цими людьми найважче мати справу, і їх надзвичайно важко ідентифікувати. Він досить детально описує кілька окремих випадків, пов'язаних із його пацієнтами. В одному випадку, який Пек вважає найбільш типовим через його витонченість, він описує Роджера, депресивного сина-підлітка шановних, забезпечених батьків. У серії батьківських рішень, виправданих часто непомітними спотвореннями правди, вони виявляють послідовне ігнорування почуттів свого сина та послідовну готовність знищити його розвиток. З фальшивою раціональністю та нормою вони агресивно відмовляються вважати, що вони будь-яким чином відповідальні за його результуючу депресію, зрештою припускаючи, що його стан має бути невиліковним і генетичним.
Пек розрізняє тих, хто на шляху до того, щоб стати злим, і тих, хто вже перетнув межу і є безповоротним злом. У першому випадку він описує Джорджа. Пек каже: «По суті, Джордже, ти такий собі боягуз. Щоразу, коли ситуація стає трохи непростою, ви продаєтеся». Варто відзначити, що саме таке зло надихнуло фільм Сеанс 9. На запитання, де живе зло, Саймон підсумовує: «Я живу в слабких і поранених». З іншого боку, ті, хто перетнув межу і є безповоротно злими, описуються як такі, що мають злоякісний нарцисизм.
Деякі з висновків Пека про психіатричний стан, який він називає «злим», зроблені на основі його ретельного вивчення однієї пацієнтки, яку він назвав Шарлін. Незважаючи на те, що Шарлін не є небезпечною, вона, зрештою, не може співпереживати іншим. За словами Пек, такі люди, як вона, сприймають інших як іграшки або інструменти, якими можна маніпулювати для власного використання чи розваги. Пек стверджує, що ці люди зрідка відвідують психіатрів, і вони ніколи не отримували успішного лікування.
Зло Пек описує як «войовниче невігластво». Оригінальна юдеохристиянська концепція «гріха» — це процес, який веде нас до «промаху» і недосконалості. Пек стверджує, що хоча більшість людей усвідомлюють це, принаймні на якомусь рівні, ті, хто є злом, активно й войовничо відмовляються від цієї свідомості. Пек вважає, що ті, кого він називає злом, намагаються втекти та сховатися від власної совісті (шляхом самообману), і розглядає це як суттєву відмінність від очевидної відсутності совісті, очевидної в соціопатії.
На думку Пека, зла людина:
- постійно вводить себе в оману з наміром уникнути почуття провини та зберегти уявлення про досконалість
- обманює інших внаслідок власного самообману
- проектує своє зло та гріхи на дуже конкретні цілі (козли відпущення), водночас, мабуть, нормальні з усіма іншими («їхня нечутливість до нього була вибірковою» (Пек, 1983/1988, с. 105[12]))
- зазвичай ненавидить під виглядом любові з метою самообману так само, як і інших
- зловживає політичною (емоційною) владою («нав'язування власної волі іншим шляхом відкритого чи прихованого примусу» (Пек, 1978/1992, с. 298[11]))
- підтримує високий рівень респектабельності, і для цього постійно бреше
- послідовний у своїх гріхах. Злі люди характеризуються не стільки масштабом своїх гріхів, скільки їх постійністю (руйнівністю)
- не в змозі мислити з точки зору своєї жертви (цап відпущення)
- має приховану нетерпимість до критики та інших форм нарцисичного ушкодження

Більшість злих людей усвідомлюють зло глибоко в собі, але не можуть терпіти біль самоаналізу або визнати собі, що вони злі. Таким чином, вони постійно тікають від свого зла, ставлячи себе в позицію моральної переваги та спрямовуючи фокус зла на інших. Зло — це крайня форма того, що Пек у «Неходженій стежці» називає розладом характеру та особистості.
Використовуючи різанину в Май Лай як тематичне дослідження, Пек також досліджує групове зло, обговорюючи, що людська групова мораль разюче менша за індивідуальну. Частково він вважає це результатом спеціалізації, яка дозволяє людям уникати індивідуальної відповідальності та перекладати відповідальність, що призводить до зменшення групової свідомості.
Незважаючи на те, що тема зла історично була сферою релігії, Пек докладає великих зусиль, щоб зберегти більшу частину своєї дискусії на науковій основі, пояснюючи конкретні психологічні механізми, за допомогою яких діє зло. Він також особливо усвідомлював небезпеку зловживання психологією зла в особистих чи політичних цілях. Пек вважав, що таку психологію слід використовувати з великою обережністю, оскільки фальшиве навішування людям як злих є однією з самих характеристик зла. Він стверджував, що діагноз зла повинен виходити з точки зору зцілення та безпеки для його жертв, але також із можливістю, навіть якщо вона віддалена, що саме зло може бути вилікуване.
Зрештою, Пек каже, що зло виникає через вільний вибір. Він описує це так: Кожна людина стоїть на роздоріжжі, де одна дорога веде до Бога, а інша — до диявола. Шлях Божий — правильний шлях, і прийняття цього шляху схоже на підкорення вищій силі. Однак, якщо людина хоче переконати себе та інших у тому, що вона має вільний вибір, вона краще піде шляхом, який не можна назвати правильним. Таким чином, вона обирає шлях зла.
Пек також обговорював питання про диявола. Спочатку він вірив, як і «99% психіатрів і більшість священнослужителів» (Пек, 1983/1988, с. 182), що диявола не існує; але, почавши вірити в реальність людського зла, він почав споглядати реальність духовного зла. Зрештою, після кількох можливих випадків одержимості та участі у двох екзорцизмах, він був навернений до віри в існування Сатани. Пек вважав людей, які одержимі, жертвами зла, але не такими, що самі є злими. Пек, однак, вважав одержимість рідкісним явищем, а людське зло — поширеним явищем. Він дійсно вважав, що між сатаною і людським злом існує певний зв'язок, але не був впевнений щодо його точної природи. Твори Пека та погляди на одержимість та екзорцизм певною мірою створені під впливом і ґрунтуються на конкретних розповідях Малахі Мартіна; однак правдивість цих розповідей і власний діагностичний підхід Пека до одержимості з тих пір були піддані сумніву католицьким священиком, який є професором теології. Було стверджено, що неможливо знайти офіційні записи, щоб підтвердити достовірність описаних випадків одержимості отця Малахії Мартіна, оскільки всі файли екзорцизму запечатані архієпархією Нью-Йорка, де відбулися всі випадки, крім одного.

### Чотири ступені духовного розвитку
Пек постулює, що існує чотири стадії духовного розвитку людини:
- Стадія I хаотична, невпорядкована та безрозсудна. Дуже маленькі діти перебувають на стадії I. Вони можуть кинути виклик і не слухатися і не бажають прийняти волю, більшу за їхню. Вони егоїстичні і їм бракує емпатії до інших. Злочинцями часто стають люди, які так і не вийшли зі стадії I.
- Стадія II — це стадія, на якій людина сліпо вірить авторитетам і бачить світ просто розділеним на добро і зло, правильне і неправильне, нас і них. Як тільки діти навчаться слухатися своїх батьків та інших авторитетів (часто через страх або сором), вони досягають стадії II. У багатьох релігійних людей стадія II. Зі сліпою вірою приходить смирення та готовність коритися та служити. Більшість традиційно моралізаторських, законослухняних громадян ніколи не виходять зі стадії II.
- III стадія — це стадія наукового скептицизму та сумнівів. Людина III стадії не приймає тверджень, заснованих на вірі, а переконує лише логікою. Багато людей, які працюють у сфері наукових і технологічних досліджень, перебувають на стадії III. Часто вони заперечують існування духовних або надприродних сил, оскільки їх важко виміряти або науково довести. Ті, хто зберігає свої духовні переконання, відходять від простих офіційних доктрин фундаменталізму.
- Стадія IV — це стадія, на якій індивід насолоджується таємницею та красою природи та існування. Зберігаючи скептицизм, він/вона починає сприймати грандіозні закономірності у природі та розвиває глибше розуміння добра і зла, прощення та милосердя, співчуття та любові. Його/її релігійність і духовність відрізняються від релігійності та духовності людини Стадії II в тому сенсі, що він/вона приймає речі не через сліпу віру чи страх, а через щиру віру. Він/вона не судить людей суворо і не намагається покарати їх за їхні провини. Це стадія любові до інших, як до себе, втрати прихильності до свого его та прощення ворогів. Людей IV стадії називають містиками.

Пек стверджує, що хоча переходи від стадії I до стадії II різкі, переходи від стадії III до стадії IV поступові. Тим не менш, ці зміни помітні і відзначають значну різницю в особистості людини.

### Розбудова громади
У своїй книзі The Different Drum: Community Making and Peace Пек каже, що спільнота має три основні складові:
- Соціальне відторгнення
- Зобов'язання
- Знаходження консенсусу

Ґрунтуючись на своєму досвіді семінарів зі створення спільноти, Пек каже, що будівництво спільноти зазвичай проходить у чотири етапи:
- Псевдоспільнота: на першому етапі люди з добрими намірами намагаються продемонструвати свою здатність бути дружніми та товариськими, але насправді вони не заглиблюються в думки чи емоції один одного. У мовленні вони використовують явні узагальнення та взаємно усталені стереотипи. Замість розв'язання конфлікту псевдоспільнота вмикає уникнення конфлікту, що зберігає вигляд або фасад справжньої спільноти. Це також слугує лише для підтримки позитивних емоцій, замість того, щоб створити безпечний простір для чесності та любові також через погані емоції. Хоча вони все ще залишаються на цій фазі, члени ніколи не отримають еволюції чи змін, як окремі особи чи як група.
- Хаос: Першим кроком до справжнього позитиву є, як не парадоксально, період негативу. Коли взаємно підтримуваний фасад доброзичливості скидається, негативні емоції наповнюються: учасники починають вихлюпувати свої взаємні розчарування, роздратування та розбіжності. Це хаотична стадія, але Пек описує її як «прекрасний хаос», оскільки це ознака здорового зростання (це тісно пов'язане з концепцією дезінтеграції Домбровського).
- Порожнеча: Щоб вийти за рамки «Хаосу», учасники змушені позбутися того, що перешкоджає справжньому спілкуванню. Прихильність та упередження, потреба у владі та контролі, самопереваги та інші подібні мотиви, які є лише механізмами самоперевірки та/або захисту его, повинні поступитися емпатії, відкритості до вразливості, увазі та довірі. Отже, ця стадія не означає, що люди повинні бути «порожніми» від думок, бажань, ідей чи думок. Швидше, це стосується порожнечі всіх психічних та емоційних спотворень, які зменшують здатність людини по-справжньому ділитися, слухати та будувати на основі цих думок, ідей тощо. Часто це найважчий крок у чотирирівневому процесі, оскільки він вимагає вивільнення шаблонів, які люди розвивають із часом у підсвідомих спробах зберегти власну гідність і позитивні емоції. Хоча це стадія «фани (суфізму)» у певному сенсі, її слід розглядати не просто як «смерть», а як відродження — справжнього «Я» на індивідуальному рівні та на соціальному рівні. справжньої і справжньої спільноти.
- Справжня спільнота: пропрацювавши порожнечу, люди у спільноті входять у місце повного співпереживання один одному. Існує високий рівень мовчазного розуміння. Люди вміють співвідноситися з почуттями один одного. Дискусії, навіть гарячі, ніколи не загострюються, а мотиви не піддаються сумніву. Між учасниками досягається більш глибокий і стабільний рівень щастя, який не потрібно примушувати. Навіть, а можливо особливо, коли виникають конфлікти, розуміється, що вони є частиною позитивних змін.

Чотири етапи формування спільноти певною мірою пов'язані з моделлю в теорії організації для п'яти етапів, які команда проходить під час розвитку. Ці п'ять етапів:
- Формування, коли члени команди спочатку відчувають певний дискомфорт один з одним, але нічого не виходить відкрито. Вони невпевнені у своїй ролі та становищі в команді. Це відповідає початковій стадії псевдообщини.
- Штурм, де члени команди починають палку суперечку, і розбіжності та невпевненість виходять назовні. Це відповідає другій стадії, наведеній Скоттом Пеком, а саме хаосу.
- Нормування, де члени команди викладають правила та вказівки для взаємодії, які допомагають визначити ролі та обов'язки кожної особи. Це відповідає порожнечі, де члени спільноти думають всередині та звільняються від своїх нав'язливих ідей, щоб мати можливість приймати та слухати інших.
- Діяльність там, де команда нарешті починає працювати як єдине ціле та ефективно досягати поставлених перед собою завдань. На цій стадії група в цілому допомагає окремим особам, якщо це необхідно, щоб спільно просунутися далі, ніж вони могли б досягти як група окремих індивідів.
- Перетворення Це відповідає стадії справжньої спільноти. Це являє собою етап святкування, і коли люди йдуть, а це завжди повинно бути, виникає щире почуття горя та бажання зустрітися знову. Традиційно цей етап часто називали «Оплакування».

Саме на цьому третьому етапі методи побудови спільноти Пека принципово відрізняються від розвитку команди. У той час як команди в бізнес-організаціях повинні розробити чіткі правила, інструкції та протоколи на стадії нормування, стадія порожнечі побудови спільноти характеризується не чітким встановленням правил, а усуненням опору у свідомості окремих людей.
Пек заснував Foundation for Community Encouragement (FCE), щоб сприяти формуванню спільнот, які, на його думку, є першим кроком до об'єднання людства та порятунку від самознищення.
Ферма блакитних чапель — це ідейна громада в центральній частині Північної Кароліни, засновники якої заявили, що їх надихнули праці Пека про спільноту. Однак сам Пек не брав участі в цьому проекті.
Exosphere Academy of Science & the Arts використовує створення спільноти у своїй методології навчання, щоб допомогти студентам навчитися глибшого спілкування, зняти свої «маски» та почуватися комфортніше, співпрацюючи та створюючи інноваційні проекти та стартапи.
Ґрунтуючись на дослідженні Роберта Е. Робертса (1943—2013), Chattanooga Endeavors з 1996 року використовує розбудову громади як групове посередництво для покращення досвіду навчання колишніх правопорушників, які беруть участь у тренінгах підготовки до роботи. Дослідження Робертса показують, що групи, які піддані розбудові спільноти, досягають значно кращих результатів навчання.

### Характеристики справжньої спільноти
Пек описує те, що він вважає найбільш помітними характеристиками справжньої спільноти:
- Інклюзивність, відданість і консенсус: члени приймають і обіймають один одного, відзначаючи свою індивідуальність і долаючи свої відмінності. Вони зобов'язуються докладати зусиль і залучати людей. Вони приймають рішення та усувають свої розбіжності шляхом консенсусу.
- Реалізм: учасники об'єднують різні точки зору, щоб краще зрозуміти весь контекст ситуації. Рішення більш зважені та скромні, а не однобічні та зарозумілі.
- Споглядання: члени досліджують себе. Вони індивідуально та колективно усвідомлюють світ поза собою, світ усередині себе та стосунки між ними.
- Безпечне місце: учасники дозволяють іншим поділитися своєю вразливістю, зцілити себе та висловити, ким вони є насправді.
- Лабораторія особистого роззброєння: учасники на досвіді відкривають правила миротворчості та сприймають її переваги. Вони відчувають і виражають співчуття та повагу один до одного як до людей.
- Група, яка може витончено боротися: члени вирішують конфлікти з мудрістю та витонченістю. Вони слухають і розуміють, поважають дар один одного, визнають обмеження один одного, відзначають свої розбіжності, перев'язують рани один одного і беруть участь у боротьбі разом, а не один проти одного.
- Група всіх лідерів: члени використовують «потік лідерства» для прийняття рішень і визначення курсу дій. Веде сам дух спільноти, а не окрема особа.
- Дух: справжній дух спільноти — це дух миру, любові, мудрості та сили. Члени можуть розглядати джерело цього духу як відросток колективного «я» або як прояв Вищої Волі.

## Подальше читання
- Boomer Guru: How M. Scott Peck Guided Millions but Lost Himself on the Road Less Traveled by Arthur Jones (Capparoe Books, 2015)
- «'Road Less Traveled' Author Dies at 69» — obituary in San Francisco Chronicle, September 28, 2005
- «Pop psychiatrist who ignored his bestselling advice on adultery» — obituary in The Guardian, September 25, 2005